# Dendrogyra cylindrus
Dendrogyra cylindrus ist eine Steinkoralle (Scleractinia) aus der Karibik. Besonders häufig ist sie an den Küsten der Bahamas und Jamaikas. Sie lebt in Tiefen von einem bis zwanzig Metern in ruhigem, strömungsarmen Riffzonen. Im Deutschen wird sie Säulenkoralle oder Kandelaberkoralle genannt. Sie ist die einzige Art der Gattung Dendrogyra.
Die Koralle bildet große, bis drei Meter hohe Säulen. Die Spitzen der Kolonie können leicht abbrechen, wachsen am Fuß aber wieder an und entwickeln neue Säulen. Auch wenn eine große Kolonie umstürzt, wächst sie am Substrat an, und bildet wieder vertikale Strukturen, die auf der alten, horizontal am Boden liegenden Kolonie wachsen. So können im Laufe der Zeit große Korallenstöcke entstehen.
Die hellbraunen Polypen von Dendrogyra cylindrus sind den ganzen Tag über expandiert, weshalb die Kolonien ein pelziges Aussehen haben.